# 최경민 (1996년)
최경민(1996년 4월 21일 ~ )은 대한민국의 배우이다.

## 학력
- 중앙대학교 연극과

## 드라마
- 2020년 tvN 《여신강림》
- 2022년 JTBC 《모범형사 2》

## 영화
- 2017년 《고래》
- 2019년 《구마적》- 희수 역